# Pierre Lapointe (album)
Pour les articles homonymes, voir Lapointe.
Albums de Pierre Lapointe
La Forêt des mal-aimés
(26 mars 2006)
Pierre Lapointe est le deuxième disque de Pierre Lapointe, mais premier à grand tirage. Cet album éponyme est paru en mai 2004 sous le label Audiogram. Certifié Platine au Canada, cet album, comme le suivant (La Forêt des mal-aimés) a été réalisé par le multi-instrumentiste Jean Massicotte.
Le disque Pierre Lapointe a obtenu le prix Félix "Album de l'année" en 2005, en plus de valoir à son compositeur et interprète le Prix Félix "Révélation masculine", la même année.

## Titres
| No  | Titre                                 | Durée |
| --- | ------------------------------------- | ----- |
| 1.  | Place des Abbesses                    |       |
| 2.  | Le columbarium                        |       |
| 3.  | Debout sur ma tête                    |       |
| 4.  | Étoile étiolée                        |       |
| 5.  | Octogénaire                           |       |
| 6.  | Reine Émilie                          |       |
| 7.  | Vous                                  |       |
| 8.  | Tel un seul homme                     |       |
| 9.  | Plaisirs dénudés                      |       |
| 10. | Paradis des billes                    |       |
| 11. | Pointant le nord                      |       |
| 12. | Hyacinthe la jolie                    |       |
|     | Maman (morceau caché à environ 26:00) |       |

## Musiciens
- Piano: Pierre Lapointe
- Guitare: Philippe Bergeron, Benoît Charest (Le Columbarium)
- Basse: Éric Auclair
- Slide bass: Yves Desrosiers
- Batterie: Justin Allard et Tony Albino
- Harpe: Caroline Lizotte
- Trompette: Charles Imbeau
- Trombone: Marc Fortin
- Clarinette, piccolo, ukulélé: Jean-Denis Levasseur
- Violon: Marie-Soleil Bélanger
- Violoncelle: Sheila Hannigan
- Piano, guitare, etc: Jean Massicotte
- Réalisation : Jean Massicotte
- Arrangements : Jean Massicotte
- Enregistrement/ Prise de son : François Lalonde, Carl Talbot, Jean Massicotte
- Mixage : Jean Massicotte

Album certifié disque de platine pour 100 000 exemplaires vendus au Canada.